# Дикси, Флоренс
Леди Флоренс Кэролайн Дикси (англ. Lady Florence Caroline Dixie, 25 мая 1855 — 7 ноября 1905), до замужества Леди Флоренс Дуглас (англ. Douglas), была шотландской писательницей, военным корреспондентом и феминисткой. Её рассказ о путешествии по Патагонии, её детские книги «Молодые отверженные» и «Аниви»; или «Королева воинов» и её феминистская утопия Глориана; или «Революция 1900 года» — все они посвящены феминистским темам, связанным с девушками, женщинами и их положением в обществе.

## Ранние годы
Леди Флоренс Дуглас родилась в Каммертрисе, Дамфрис, Шотландия, 25 мая 1855 года. Она была дочерью Кэролайн Маргарет Клейтон (1821—1904), дочери генерала сэра Уильяма Клейтона, 5-го баронета (1786—1866), члена парламента от Грейт-Марлоу, и Арчибальда Дугласа (1818—1858), восьмого маркиза Куинсберри.
У неё был брат-близнец, лорд Джеймс Эдвард Шолто Дуглас (умер в 1891 году), старшая сестра, леди Гертруда Дуглас (1842—1893), и три старших брата: Джон, виконт Драмланриг (1844—1900), впоследствии 9-й маркиз Куинсберри, лорд Фрэнсис Дуглас (1847—1865) и преподобный лорд Арчибальд Эдвард Дуглас (1850—1938).
Леди Флоренс описывалась как сорванец, которая пыталась соответствовать своим братьям в физических нагрузках, будь то плавание, верховая езда или охота:65. Она ездила верхом, с короткими волосами в мальчишескую косу и отказалась соответствовать моде, когда её представили королеве Виктории:36–37. Она и её брат-близнец Джеймс были особенно близки в детстве, называя друг друга «Любимая» (Флоренс) и «Самый дорогой» (Джеймс):23. Она также была близка со своим старшим братом Джоном, которого она напоминала по темпераменту, оба были «бесстрашными, динамичными и самоуверенными»:16–17.
Её детство ознаменовалось рядом драматических и даже трагических событий. 6 августа 1858 года, когда ей было три года, отец леди Флоренс умер в результате несчастного случая со стрельбой, но многие считали, что он покончил жизнь самоубийством. В 1862 году его вдова Кэролайн, руководствуясь давно сформировавшимся убеждением, обратилась в католицизм. Она взяла своих младших детей, Арчибальда, которому тогда было двенадцать, и Флоренс и Джеймса, семи лет, во Францию, где она могла обучать их так, как она хотела. Это привело к тому, что опекуны детей пригрозили леди Куинсберри иском в соответствии с английским законодательством, чтобы забрать у неё её детей. Эти трое были слишком молоды, чтобы выбирать опекуна по шотландским законам. В действительности они оставались во Франции в течение двух лет. Фальконер Атли, британский консул в Нанте, предложил им безопасное место, когда их первое местонахождение было обнаружено, и император Наполеон III в конечном итоге предоставил леди Куинсберри свою защиту, гарантируя, что она сможет сохранить опеку над тремя детьми. Арчибальд обратился в Рим и принял священный сан, став священником. Старшая дочь Кэролайн, Гертруда, тоже стала католичкой. Когда её англиканский жених не согласился, чтобы их дети воспитывались в этой вере, помолвка Гертруды была разорвана. Она поступила в монастырь в Хаммерсмите и закончила послушание, чтобы стать Сестрой Чёрной Вуали в 1867 году, но позже покинула орден.
В конце концов было решено, что Кэролайн сохранит опеку над своими младшими детьми, и они вернулись в Англию. Леди Флоренс сначала получила домашнее образование у гувернантки, но её описывают как «дерзкую, непокорную и неугомонную»:76. После возвращения из Франции в девятилетнем возрасте близнецы были разлучены. Джеймса отправили в римско-католическую школу-интернат, а Флоренс — в католическую школу, которую она ненавидела. Но какое-то утешение она находила в написании стихов: её детские стихи были опубликованы гораздо позже как The songs of a child, and other poems («Песни ребёнка и другие стихи») под псевдонимом Darling («Милая»).
Ещё одна трагедия случилась в семье всего за несколько дней до того, как старший брат Флоренс, Джон Дуглас, должен был достичь совершеннолетия и стать девятым маркизом Куинсберри. Когда гости собрались на пышный праздник, пришло известие, что 14 июля 1865 года 18-летний лорд Фрэнсис Дуглас упал вместе с тремя другими после первого восхождения на Маттерхорн. Лорд Куинсберри поспешно отправился в Церматт с намерением привезти тело своего брата домой, но от лорда Фрэнсиса не было обнаружено ничего, кроме нескольких рваных клочков его одежды. Куинсберри, один, без проводника и выйдя при лунном свете, двинулся на Маттерхорн и добрался до «Хижины». Во многом это было чистой случайностью, что два проводника нашли и спасли его, предотвратив его смерть от холода:78–88. Он написал Флоренс извиняясь: «Я думал и думал, где он, и звал его, и думал, увижу ли я его когда-нибудь снова. Я наполовину обезумел от горя, и я ничего не мог с собой поделать»:84. Смерть «чрезвычайно любезного и талантливого» Фрэнсиса глубоко переживала его семья:118–120. В 1876 году Флоренс сопровождала Куинсберри на обратном пути в Церматт, и он показал ей склоны, на которых умер Фрэнсис:118–120. Помимо семьи, трагедия была долговременной сенсацией, о которой сообщали газеты по всему миру, часто в тонах как сенсационных, так и осуждающих.

## Брак и дети

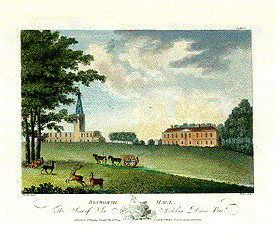
Босуорт-холл в Лестершире

3 апреля 1875 года, в возрасте девятнадцати лет, Дуглас вышла замуж за сэра Александра Бомонта Черчилля Дикси, 11-го баронета (1851—1924), известного как «сэр A.B.C.D.» или «Бо». Бо, сменивший своего отца на посту 11-го баронета 8 января 1872 года, имел доход в размере 10 000 фунтов стерлингов в год, поместье в Босуорт-холле, недалеко от Маркет-Босуорт, Лестершир, и лондонский особняк в фешенебельном жилом районе Мейфэйр. Он служил верховным шерифом Лестершира в 1876 году. Хотя рост Флоренс был всего пять футов, а рост Бо — 6 футов 2 дюйма, Флоренс стала доминирующим партнёром в браке, по сообщениям управляя своим мужем «железным прутом».
У молодой пары было двое сыновей, Джордж Дуглас (родился 18 января 1876 года), который впоследствии стал 12-м баронетом, и Альберт Эдвард Уолстан (родился 26 сентября 1878 года, умер в 1940 году), крёстным отцом которого был принц Уэльский.
И муж, и жена разделяли любовь к приключениям и жизни на свежем воздухе, и, как правило, считается, что у них был счастливый брак, безусловно, самый счастливый из братьев и сестёр Дуглас. Тем не менее, пристрастие Бо к выпивке и азартным играм с высокими ставками имела катастрофические последствия для семьи. Сообщается, что пару современники называли «сэр Всегда и леди Иногда Навеселе» (англ. Sir Always and Lady Sometimes Tipsy). В 1885 году родовой дом Бо и поместье в Босуорте были проданы в счёт оплаты его долгов.

«Некоторое время назад я боролась с ужасными последствиями огромных потерь моего мужа на скачках и в азартных играх… Для меня было большим ударом обнаружить, что последний остаток некогда великолепного состояния должен немедленно пойти на выплату этого долга. Разорённый… Бо… так привык иметь в своём распоряжении кучу денег, что не может понять, что всё это ушло… Эти (долги) можно погасить, продав Босуорт и собственность», — леди Флоренс Дикси
Оригинальный текст (англ.)"For some time past I have been fighting against the terrible consequences of my husband's immense losses on the Turf and at gambling . . It was a great blow to me to find that the last remnant of a once splendid fortune must at once go to pay this debt. Ruin ... Beau ... has been so accustomed to have heaps of money at his command that he cannot understand that it is all gone .... By selling Bosworth and the property these (debts) could be met." – Lady Florence Dixie
— 
После потери поместья пара переехала в Глен Стюарт, Аннан, Дамфрисшир, Шотландия. Один из домов в шотландском имении лорда Куинсберри, Кинмаунт, ранее был домом матери леди Флоренс, вдовствующей маркизы.

## Писательство
В 1877 году леди Флоренс опубликовала свой первый роман «Авель Мститель: драматическая трагедия». Ряд книг Дикси, в частности её детские книги «Молодые отверженные», или «Охотники за детьми Патагонии» и «Аниви», или «Королева воинов», а также её романы для взрослых «Глориана», «Революция 1900 года» и «Изола», или «Лишённые наследства: восстание ради женщин и всех обездоленных» развивают феминистские темы, связанные с девушками, женщинами и их положением в обществе. Её последний роман, полуавтобиографический труд под названием «История Иджейн, или эволюция разума», увидел свет в 1903 году:36–38.
Хотя она публиковала художественную литературу как для взрослых, так и для детей, больше всего Дикси известна своими книгами о путешествиях «По Патагонии» (Across Patagonia, 1880) и «В стране несчастья» (In the Land of Misfortune, 1882), которые до сих пор переиздаются. В этих книгах Дикси выступает в роли главного героя рассказа. Поступая так, она бросает вызов мужской традиции цитировать других писателей-путешественников, которые побывали в определённом месте и писали о нём, и создаёт уникальный женский стиль письма о путешествиях в XIX веке.

### Across Patagonia
В декабре 1878 года, через два месяца после рождения второго сына, Эдварда, Дикси и её муж оставили свою аристократическую жизнь и своих детей в Англии и отправились в Патагонию:38–39. Она была единственной женщиной в той путешествующей группе. Она отправилась в путь в сопровождении своих братьев, лорда Куинсберри и лорда Джеймса Дугласа, её мужа сэра Александра Бомонта Черчилля Дикси и Джулиуса Бирбома:38–39. Бирбом, друг семьи, был нанят в качестве гида группы благодаря тому, что у него уже был опыт путешествий по Патагонии. Дикси подумывала о том, чтобы поехать в другое место, но выбрала Патагонию, потому что немногие европейцы когда-либо ступали на эту землю.
Оказавшись в Патагонии, Дикси рисует картину пейзажа, используя приемы, напоминающие романтическую традицию Уильяма Вордсворта и других, используя эмоции и физические ощущения для связи с миром природы:42–44. Хотя она описывает эту землю как «непривлекательную и страшную территорию», действия Дикси демонстрируют, что выживание в дикой стране требует как силы, так и свободы воли.

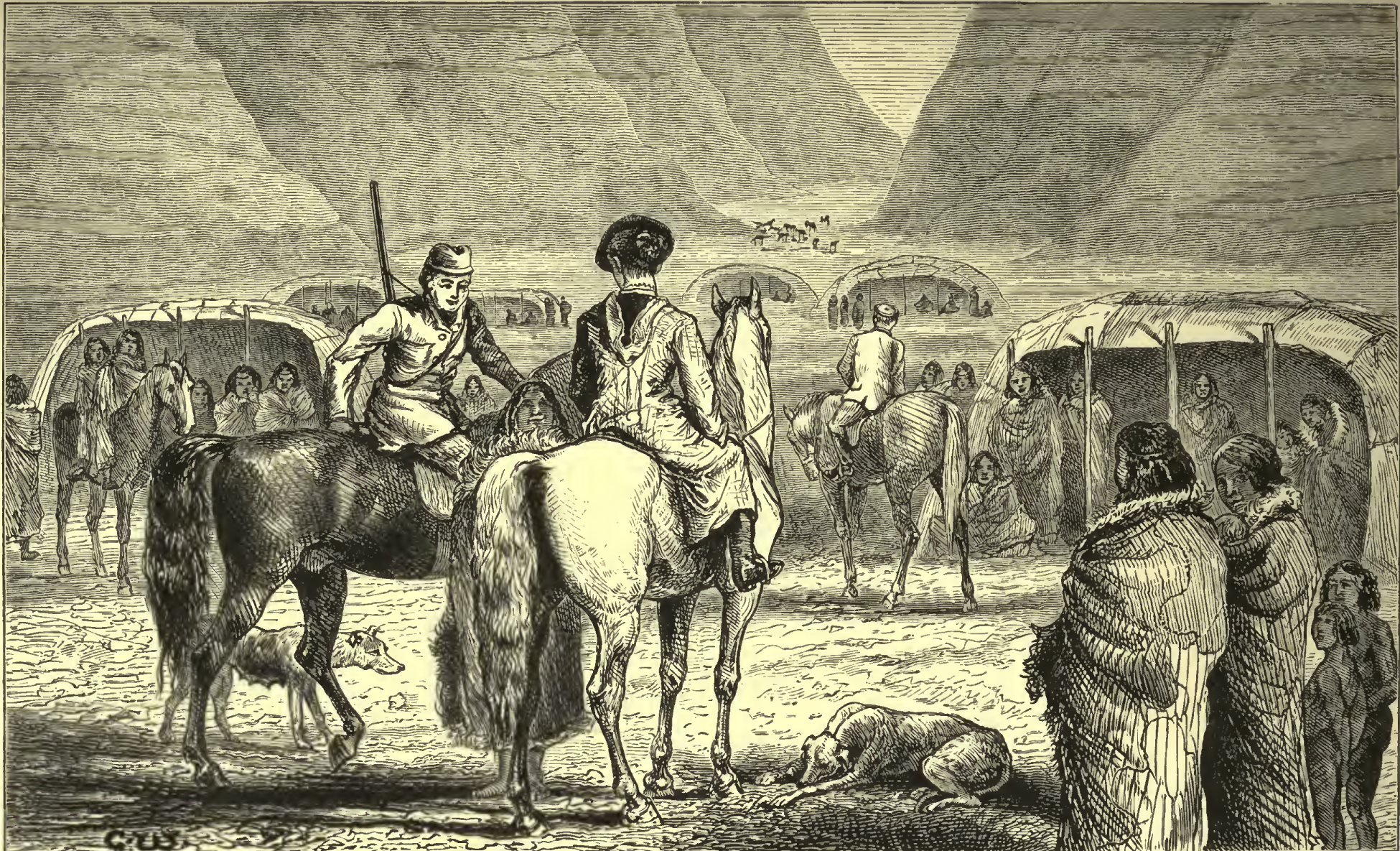
«Индейский лагерь», иллюстрация из книги Across Patagonia, написанной Дикси и опубликованной в 1881 году

Во время своих путешествий по Патагонии Дикси была «активной, выносливой и стойкой», отвергая викторианские гендерные конструкции, изображавшие женщин слабыми и нуждающимися в защите:38. Более того, в сочинении «Через Патагонию» (Across Patagonia, 1880) Дикси никогда не упоминает своего мужа по имени или титулу (просто называя его «мой муж») и представляет себя героем экспедиции, а не мужчин, которые являются героями рассказа. Она вспоминает случаи, когда она перехитрила или пережила мужчин или оставалась равной им.
Хотя в её повествовании можно увидеть социальные проблемы, такие как избирательное право европейских женщин, она мало говорит о коренных жителях Патагонии. Моника Шурмук критиковала её за то, что она не обратилась к военным кампаниям генерала Хулио Архентино Рока против коренных народов того времени:77:84. Однако Шурмук также отмечает, что письмо Дикси имеет трансгрессивное качество, которое признаёт взаимность:72–73:

«Замечательная особенность творчества Дикси, которая отличает её от других, заключается в том, что всякий раз, когда она описывает себя как зритель, на неё также смотрят, видят, определяют. Её первая встреча с „настоящим патагонским индейцем“ отмечена взаимными взглядами, а также тем, что индейцы и европейцы едут верхом на лошади и, таким образом, находятся на одном физическом уровне».
Оригинальный текст (англ.)"A remarkable characteristic of Dixie’s writing and one that sets her apart from others is that whenever she writes herself as viewer, she herself is also looked at, viewed, defined. Her first encounter with a “real Patagonian Indian” is marked by mutual gazes and by Indians and Europeans being all on horse-back, and thus at the same physical level."
— :72
Леди Дикси поделилась своими наблюдениями над Патагонией с Чарльзом Дарвином. Она не согласилась с описанием туко-туко Дарвином в его «Журнале исследований» (1839). В то время как Дарвин предположил, что туко-туко были ночными существами, которые жили почти постоянно под землёй, леди Дикси видела туко-туко днём. Она послала Дарвину копию «Через Патагонию»; копия этой книги Дарвина является частью библиотеки Чарльза Дарвина, расположенной в Зале редких книг библиотеки Кембриджского университета.
Вернувшись из Патагонии, Дикси привезла домой ягуара, которого она назвала Affums и держала в качестве домашнего питомца. Аффумс убил нескольких оленей в Большом Виндзорском парке, и его пришлось отправить в зоопарк.
Отель в Пуэрто-Наталес в чилийской части Патагонии назван в её честь Hotel Lady Florence Dixie.
Её опыт в Патагонии вдохновляет большую часть её более поздних работ, как писательских работ для детей, так и её работ с женским избирательным движением. Действие двух её детских книг, «Молодые отверженные» и их продолжение «Аниви», происходят в Патагонии и изображают сильных женских персонажей.

«Поистине удивительная вещь в книге — это отвага, умение и рассудительность двух девочек, Топси и Аниви, ребёнка индейского вождя. … фигуры Топси, чьё мастерство в качестве сталкера могло бы посрамить ветерана горца, и Аниви, которая учит своё племя, что женщина может быть таким же хорошим охотником и воином, как и мужчина, и таким образом революционизирует всю социальную ткань индейской жизни — это действительно новинка».
Оригинальный текст (англ.)"The really amazing thing in the book is the prowess, skill, and prudence of the two girls, Topsie and Aniwee, the child of an Indian chief. ... the figures of Topsie, whose expertness as a stalker might put a veteran Highlander to shame, and of Aniwee, who teaches her tribe that a woman may be just as good a hunter and warrior as a man, and so revolutionises the whole social fabric of Indian life,—these are novelties indeed."
— 

### In the Land of Misfortune
В 1881 году Дикси была назначена полевым корреспондентом лондонской Morning Post для освещения Первой англо-бурской войны (1880—1881) и последствий англо-зулусской войны. Они с мужем вместе отправились в Южную Африку. В Кейптауне она остановилась у губернатора Капской колонии. Она посетила Зулуленд, а по возвращении взяла интервью у зулусского верховного правителя Кетчвайо, которого держали под стражей британцы.
Её репортажи, за которыми последовали «Защита Зулуленда и его короля из Синей книги» (1882) и «В стране несчастий» (1882), сыграли важную роль в кратковременном восстановлении Кетчвайо на троне в 1883 году. В «Стране несчастий» Дикси идёт борьба между её индивидуализмом и отождествлением с могуществом Британской империи, но, несмотря на всю свою симпатию к зулусскому делу и Кетчвайо, в душе она оставалась империалисткой.

### Феминистская утопия

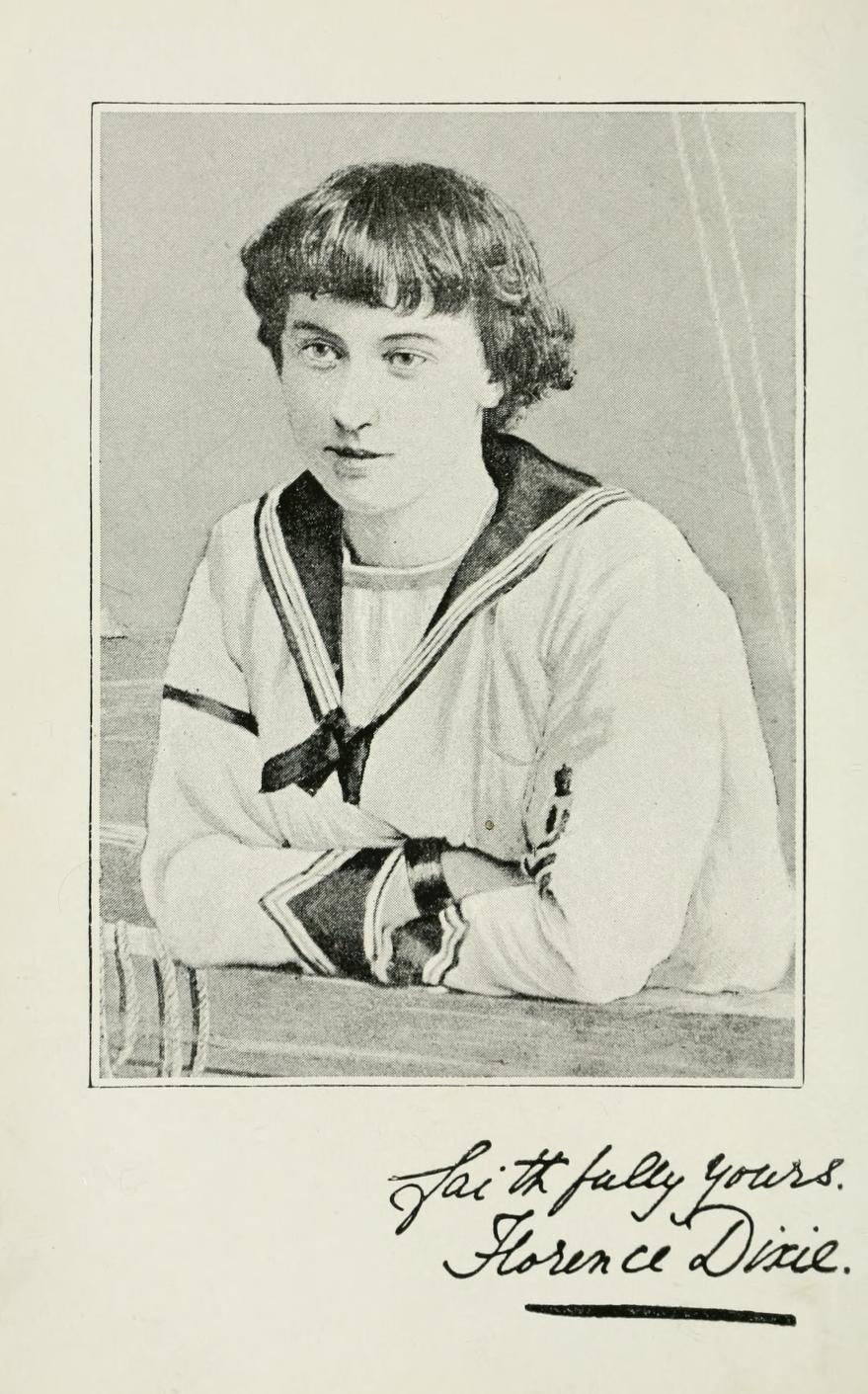
Фронтиспис «Gloriana», роман опубликован Henry & Co., 1890

Дикси придерживалась твёрдых взглядов на эмансипацию женщин, предлагая, чтобы полы были равны в браке и разводе, чтобы корона передавалась по наследству старшему ребёнку монарха, независимо от пола, и даже чтобы мужчины и женщины носили одинаковую одежду. Она была членом Национального союза обществ женского избирательного права, и в её некрологе в «Englishwoman's Review» подчеркивалась её поддержка дела избирательного права женщин (то есть права голоса): «Леди Флоренс… с энтузиазмом присоединилась к женскому движению, и выступала на публичных платформах».
В 1890 году Дикси опубликовала утопический роман «Глориана, или Революция 1900 года», который был описан как феминистское фэнтези. В нём также переплетаются элементы романтики и детективов:57. В нём женщины получают право голоса в результате того, что главный герой, Глориана, изображает из себя мужчину Гектора Д’Эстрейнджа и избирается в Палату общин. Характер Д’Эстрейнджа отражает Оскара Уайльда, но, возможно, даже больше Дикси. Ещё один из многих активных, компетентных и влиятельных женских персонажей в книге — шотландская леди Флора Десмонд (имя которой, как указывает The Athenaeum, очень похоже на имя автора). Флора помогает организовать отряд из 200 000 женщин-добровольцев, а сама возглавляет их элитный конный Белый полк. Множество женских персонажей играют важную роль в сюжете, как в поддержке, так и в противодействии герою/героине: как отмечает Уокер, приключения в Глориане происходят с женщинами, а не с мужчинами.
Книга заканчивается в 1999 году описанием процветающей и мирной Великобритании, правительство которой извлекло огромную пользу из участия женщин. В предисловии к роману Дикси предлагает не только избирательное право женщин, но и то, что оба пола должны получать образование вместе и что все профессии и должности должны быть открыты для обоих полов. В романе она идёт дальше и говорит:

«Природа безошибочно наделила женщину большей силой ума. Это сразу чувствуется в детстве… Тем не менее, мужчина намеренно пытается подавить это раннее проявление умственных способностей, устанавливая закон, согласно которому образование женщины должно быть на более низком уровне, чем образование мужчины… Я утверждаю, уважаемые господа, что эта процедура произвольна, жестока и ложна по отношению к природе. Я характеризую это сильным словом Infamous. Это было средство отправки в их могилы неизвестных, необузданных и безымянных тысяч женщин, чей высокий интеллект был потрачен впустую, а чьи способности навсегда парализованы и неразвиты».
Оригинальный текст (англ.)"Nature has unmistakably given to woman a greater brain power. This is at once perceivable in childhood... Yet man deliberately sets himself to stunt that early evidence of mental capacity, by laying down the law that woman's education shall be on a lower level than that of man's... I maintain to honourable gentlemen that this procedure is arbitrary and cruel, and false to Nature. I characterise it by the strong word of Infamous. It has been the means of sending to their graves unknown, unknelled, and unnamed, thousands of women whose high intellects have been wasted, and whose powers for good have been paralysed and undeveloped."
— 

## Женщины и спорт

### Женский футбол
Дикси сыграла ключевую роль в создании женского футбола, организации благотворительных показательных матчей, а в 1895 году она стала президентом Британского женского футбольного клуба, постановив, что «девушки должны проникнуться духом игры всем сердцем и душой». Она организовала поездку женской футбольной команды из Лондона в Шотландию.

### Кровавые виды спорта
В молодости и в путешествиях Дикси была увлечённой спортсменкой, бесстрашной наездницей и стрелком. Как видно из следующих воспоминаний, частью привлекательности охоты в Лестершире была возможность соревноваться на равных с активными сверстниками-мужчинами:

«Раздаётся веселый звук охотничьего рожка, в ярком и свежем воздухе прекрасного охотничьего утра весело звучит это приветствие; лиса „ушла“, хорошее начало для вас и ваших друзей. „Давай, — кричит он, — давайте вместе посмотрим на этот пробег!“. Вы бок о бок пролетаете через первый забор, берёте лошадь под уздцы и устраиваетесь, чтобы скакать по широкому травянистому лугу. Как отчётливо вы помните тот забег, как легко вы вспоминаете каждый забор, который вы пролетали вместе, каждую деревянную ограду, которую вы преодолели, и ту бездонную яму, которую вы оба так удачно и благополучно преодолели, и, прежде всего, старый фермерский двор, где храбрый лис отдал свою жизнь». Леди Флоренс Дикси, 1880 год.
Оригинальный текст (англ.)'The merry blast of the huntsman's horn resounds, the view-halloa rings out cheerily on the bright crisp air of a fine hunting morning; the fox is "gone away," you have got a good start, and your friend has too. "Come on," he shouts, "let us see this run together!" Side by side you fly the first fence, take your horse in hand, and settle down to ride over the broad grass country. How distinctly you remember that run, how easily you recall each fence you flew together, each timber-rail you topped, and that untempting bottom you both got so luckily and safely over, and above all, the old farm-yard, where the gallant fox yielded up his life.' Lady Florence Dixie, 1880
— 
Навыков верховой езды у Флоренс Дикси было достаточно, чтобы её упомянули в спортивных журналах. Следующий репортаж даёт яркое представление о рисках, связанных с охотой на лис:

«От запаха до вида они убивают его на открытом воздухе за один час и пять минут, после доброго пробега на двенадцать миль. Было несколько очень сильных падений и много огорчений, лошади зачастую теряли способность передвигаться. Леди Флоренс Дикси, которая шла превосходно, ужасно упала на Уидмерпул-роуд, её лошадь сильно запыхалась. Все были рады снова увидеть её светлость вскоре после этого. Мало кто ехал столь быстро, как бегали гончие, и видел, как убили лису, но мы считаем, что мистеру Коупленду, капитану Миддлтону, лорду Дугласу и Тому Фирру это удалось, что во многом является их заслугой, как и нынешнее состояние страны, ибо это не может быть лёгкой задачей».
Оригинальный текст (англ.)"From scent to view they kill him in the open in one hour and five minutes, after a good twelve miles’ run. There were several very bad falls, and a great deal of grief, horses standing still in all directions. Lady Florence Dixie, who had been going admirably, had a nasty fall into the Widmerpool road, her horse quite blown. Every one was delighted to see her ladyship out again soon after. There were few who rode the run as hounds ran, and who saw the fox killed, but we believe Mr. Coupland, Captain Middleton, Lord Douglas, and Tom Firr accomplished it, much to their credit, as in the present state of the country it could not be an easy task."
— 
В Патагонии выживание партии в целом зависело от равноправного участия всех её членов. Дикси разделяла ответственность и опасности необходимых задач, таких как охота за едой для партии.

«Не осознавая ничего, кроме захватывающей погони передо мной, мне внезапно неприятно напомнили, что есть такая вещь, как осторожность и необходимость смотреть, куда вы направляетесь, потому что, вставив свою ногу в необычно глубокую нору туко-туко, моя маленькая лошадь с грохотом падает на голову и полностью переворачивается на спину, похоронив меня под собой в безнадёжной путанице». Леди Флоренс Дикси, 1880 год.
Оригинальный текст (англ.)"Unconscious of anything but the exciting chase before me, I am suddenly disagreeably reminded that there is such a thing as caution, and necessity to look where you are going to, for, putting his foot in an unusually deep tuca-tuca hole, my little horse comes with a crash upon his head, and turns completely over on his back, burying me beneath him in a hopeless muddle." Lady Florence Dixie, 1880
— 
Однако её также «преследовало печальное раскаяние» из-за смерти прекрасного золотого оленя Кордильер, который был чрезвычайно ручным и доверчивым. В течение 1890-х годов взгляды Дикси на полевые виды спорта резко изменились, и в своей книге «Ужасы спорта» (1891) она осудила кровавые виды спорта как жестокость. Позже Дикси стала вице-президентом Лондонской вегетарианской ассоциации.

## Политика
Дикси с энтузиазмом писала в газеты о либеральных и прогрессивных проблемах, включая поддержку шотландского и ирландского самоуправления. Её статья The Case of Ireland была опубликована в журнале Vanity Fair 27 мая 1882 года.
Тем не менее, она критически относилась к Ирландской земельной лиге и фениям, которые, как сообщается, предприняли неудачную попытку напасть на неё в марте 1883 года
. Инцидент привлёк международное внимание, но тогда и позже высказывались серьёзные сомнения в том, действительно ли произошло такое нападение

.

### Предполагаемое покушение

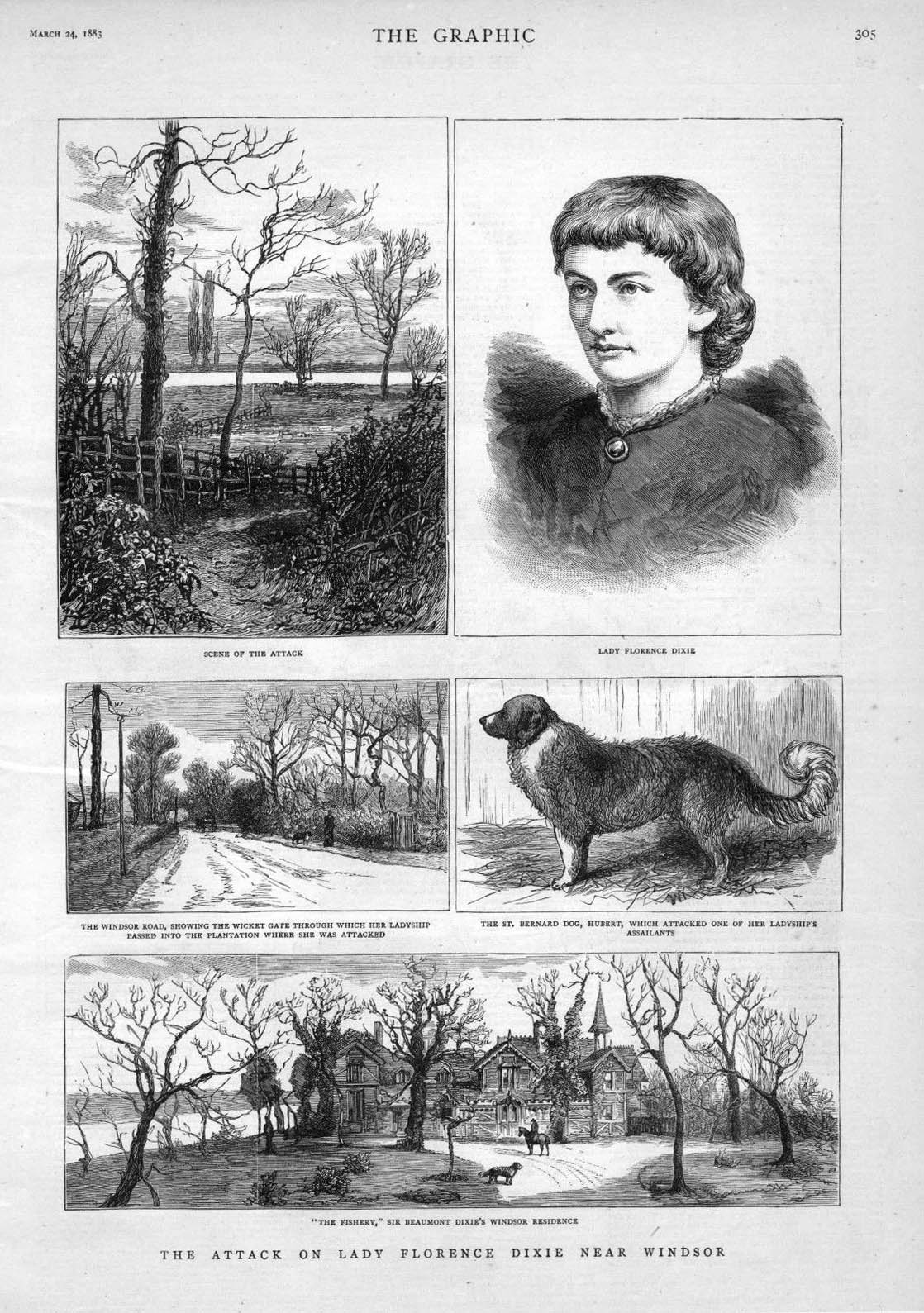
«Нападение на леди Флоренс Дикси у окна», хроника из 6 панно в «The Graphic», 24 марта 1883 года, стр. 305

Были опубликованы сообщения о попытке убийства леди Флоренс Дикси в её резиденции Фишери, расположенной недалеко от Темзы, примерно в двух с половиной милях от Виндзора. Леди Флоренс Дикси дала газетам следующий репортаж:

«Вчера вечером, около 4:30 пополудни, я гуляла возле Фишери, когда подошли две очень высокие женщины и спросили, который час. Я ответила, что часов с собой не взяла, и, повернувшись, оставила их. Открыв небольшую калитку, ведущую на частную территорию капитана Броклхерста из Блюза, я направилась к перелазу и уже собиралась перебраться, когда услышала, как ворота открываются позади, и две женщины последовали за мной. Так или иначе, я почувствовала, что что-то не так, поэтому остановилась и прислонилась к перилам, а затем, когда они подошли, пошла им навстречу. Один справа вышел вперёд и схватил меня за шею, когда от силы хватки я почувствовала, что не женская сила повалила меня на землю. Через секунду я увидела, что другая мнимая женщина надо мной, и помню, как видела, что сталь ножа упала прямо на меня, управляемая рукой этого человека. Нож пробил мою одежду и попал в китовый ус моего корсета, который перевернул острие, оно просто задело кожу. Нож быстро вытащили и снова вонзили в меня. Я схватила его обеими руками и закричала так громко, как могла, когда человек, который первым потянул меня вниз, сунул мне в рот большую горсть земли и чуть не задушил меня. Как только нож был вырван из моих рук, очень большая и мощная собака сенбернар, которая была у меня со мной, прорвалась сквозь лес, и последнее, что я помню, это то, что я увидела человека с ножом, оттянутым псом назад. Затем я услышала беспорядочный шум колёс и не помню больше ничего. Когда я пришла в себя, я была совсем одна. Судя по виду ножа, я решила, что это кинжал, а люди, несомненно, были мужчинами. Они были одеты в длинную одежду и были неестественно высокими для женщин; на том, кто меня ударил, была плотная вуаль, доходившая до рта; другой был открыт, но его лицо я особо не заметила. Это вся информация, которую я могу дать. Моя голова в полном беспорядке и болит, и я думаю, они меня оглушили. Это жалкие каракули, но мои руки очень сильно порезаны, и мне так больно писать».
Оригинальный текст (англ.)"I was out walking near the Fishery last evening, about 4:30, when two very tall women came up and asked me the time. I replied that I had not got my watch with me, and, turning, left them. Opening a small gate which led into the private grounds of Capt Brocklehurst, of the Blues, I made toward a stile, and was just going to get over, when I heard the gate open behind, and the two women followed me in. Somehow or other I felt all was not right, so I stopped and leaned against the rails, and then, as they came on, went to meet them. One on the right came forward and seized me by the neck, when by the strength of the clutch I felt it was no woman's power that pulled me down to the ground. In another second I saw the other would-be woman over me, and remember seeing the steel of the knife come right down upon me, driven by this person's hand. It struck through my clothes and against the whalebone of my stays, which turned the point, merely grazing the skin. The knife was quickly withdrawn and plunged at me again. I seized it with both hands and shouted as loud as I could, when the person who first pulled me down pushed a large handful of earth into my mouth and nearly choked me. Just as the knife was wrenched from my hands, a very big and powerful St. Bernard dog I had with me broke through the wood, and the last thing I remember was seeing the person with the knife pulled backward by him. Then I heard a confused sound of rumbling of wheels, and I remember no more. When I came to myself I was quite alone. From what I saw of the knife I believe it to be a dagger, and the persons were undoubtedly men. They were dressed in long clothes, and were unnaturally tall for women; the one who stabbed me had on a thick veil, reaching below the mouth; the other was unveiled, but his face I did not notice much. This is all the information I can give. My head is very confused and painful, and I expect they must have stunned me. This is a wretched scrawl, but my hands are very much cut, and it pains me so much to write."
— 
Вопросы были подняты в Палате общин 19 и 20 марта
 и снова 29-го, по поводу расследования, но доклад леди Дикси не был поддержан другими, и был отклонён.

«М-р О’Шеа: Я хочу задать Министру внутренних дел вопрос, о котором я передал ему частное уведомление. А именно: проведено ли достаточное расследование предполагаемого нападения на леди Флоренс Дикси; и пришла ли полиция к какому-либо определённому выводу по этому поводу в результате расследования в Виндзоре и профессиональной экспертизы порезов на одежде леди Флоренс Дикси?
СЭР УИЛЬЯМ ХАРКОРТ: Рассказы по этому делу основаны главным образом на заявлениях леди Флоренс Дикси. Расследование полиции по этому поводу не привело к обнаружению каких-либо дополнительных обстоятельств, подтверждающих это».
Оригинальный текст (англ.)"MR. O'SHEA:    I wish to ask the Home Secretary a Question of which I have given him private Notice. It was, Whether sufficient investigation has now taken place as to the alleged murderous attack upon Lady Florence Dixie; and, whether, as a result of the inquiries at Windsor, and of the professional examination of the cuts on Lady Florence Dixie's clothing, the police have come to any definite conclusion in the matter? 

    SIR WILLIAM HARCOURT:    The accounts in this case rest mainly on the statements of Lady Florence Dixie. The investigations of the police into this matter have not resulted in discovering any further circumstances in confirmation of it."
— 

### Предполагаемое похищение
В её некрологе, напечатанном 8 ноября 1905 года, The New York Times предположила, что Дикси утверждала, что её похищали ирландские агитаторы.

## Смерть
Леди Флоренс Дикси умерла от дифтерии 7 ноября 1905 года:250. Она была похоронена рядом со своим братом-близнецом в семейном захоронении на Гули-Хилл в поместье Кинмаунт.
The New York Times сообщила, что «писательница, защитница прав женщин и военный корреспондент» скончалась 7 ноября в своём доме в Глен-Стюарт, Дамфрисшир.

## Изображения

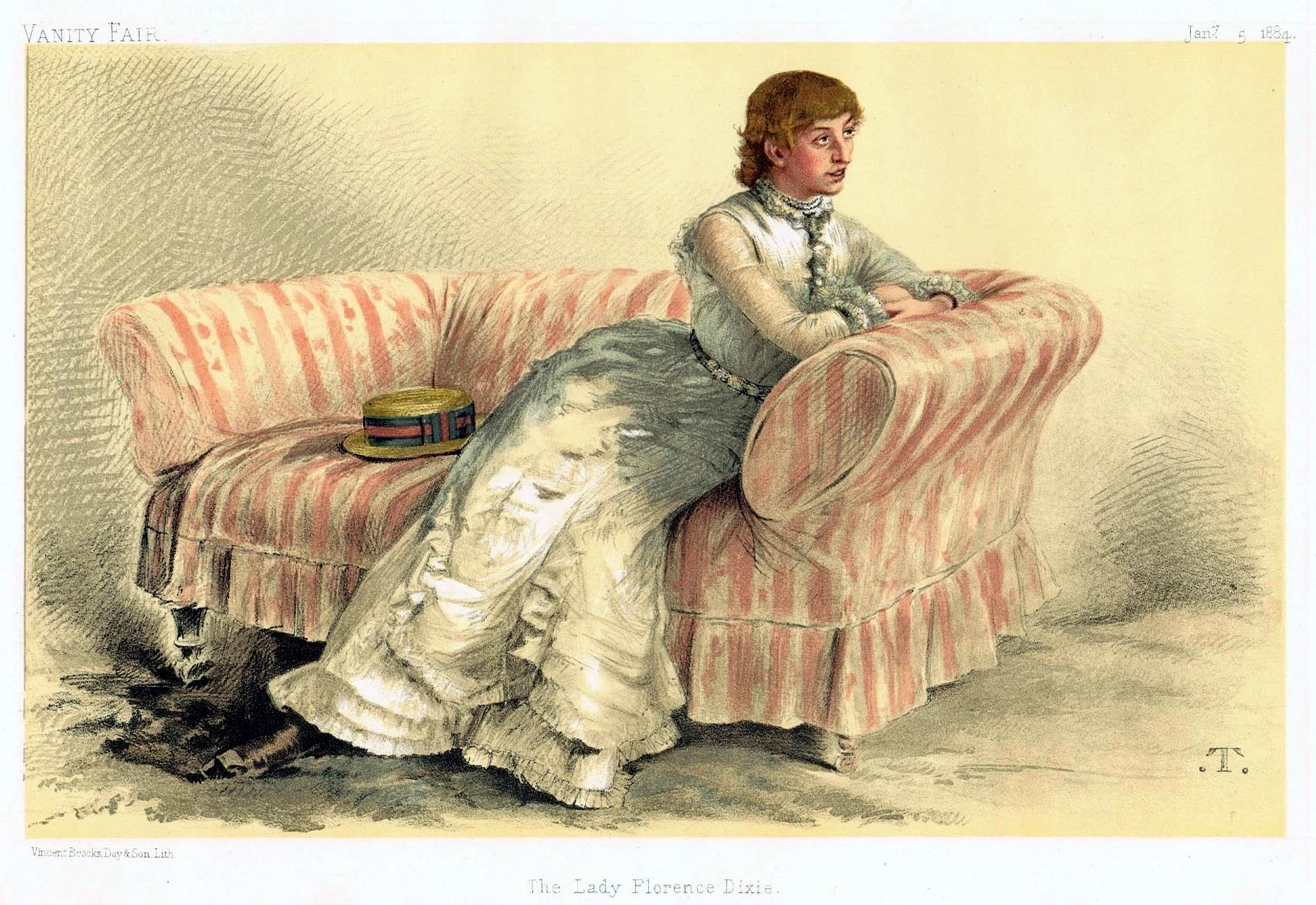
Изображение Дикси Теобальда Шартрана, опубликованное в Vanity Fair, 5 января 1884 года

Монохромная литография Дикси работы Эндрю Маклура была опубликована в 1877 году. Она сидит верхом на лошади и держит трость для верховой езды. Копия находится в Национальной портретной галерее Лондона.
Более значимая литография Теобальда Шартрана, напечатанная в цвете, появилась в Vanity Fair в 1884 году и является одной из длинной серии карикатур, опубликованных в журнале между 1868 и 1914 годами. Всё это были цветные иллюстрации с изображением известных людей того времени, и каждая сопровождалась краткой (обычно подхалимской) биографией. Из более чем двух тысяч человек, удостоенных этой чести, только восемнадцать были женщины. Представленная в журнале 5 января 1884 года, она присоединилась к этой небольшой группе, в которую входили королева Испании Изабелла II (1869), Сара Бернар (1879), принцесса Уэльская (1882) и Анджела Бердетт-Куттс, первая баронесса Бердетт-Куттс. (1883). Виктория, британская принцесса, и Елизавета, императрица Австрии, последовали позже, в 1884 году.

### Книги
- Abel Avenged: a Dramatic Tragedy (London, Edward Moxon, 1877)[27]
- Across Patagonia (Edinburgh, Bentley, 1880)[27]
- Waifs and Strays: The Pilgrimage of a Bohemian Abroad (London: Griffith, Farren Okeden and Welsh, 1880, 60 pp)[65]
- In the Land of Misfortune (London: Richard Bentley, 1882, 434 pp)[65]
- A Defense of Zululand and Its King from the Blue Books (London: Chatto and Windus, 1882, 129 pp)[65]
- Redeemed in Blood (London, Henry & Co., 1889)[27]
- Gloriana; or, The Revolution of 1900 (London, Henry & Co., 1890)[43][48]
- The Young Castaways; or, The Child Hunters of Patagonia (1890), for children[12]
- Aniwee; or, The Warrior Queen (1890), for children[12]
- Isola; or, The Disinherited: A Revolt for Woman and all the Disinherited (London, Leadenhall Press, 1902)[27]
- The Story of Ijain; or, The Evolution of a Mind (London, 1903)[27]

### Более краткие работы
- «The Case of Ireland» in Vanity Fair, issue dated 27 May 1882[27]
- «Cetshwayo and Zululand» in Nineteenth Century Volume 12 No. 2 (August 1882) pp. 303–312[27][65]
- «In the Land of Misfortune» (1882)[40]
- «On Cetshwayo and his Restoration» in Vanity Fair, 12 July 1884, pp 21–22[27]
- «Memoirs of a Great Lone Land» in Westminster Review, Volume 139 (March 1893) pp. 247–256[65]
- «The True Science of Living: The New Gospel of Health» in Westminster Review, Volume 150 (1898) pp. 463–470[27]
- «The Horrors of Sport» (Humanitarian League publication no. 4, 1891)[41]
- The Mercilessness of Sport (1901)[12]
- Введение к Joseph McCabe's Religion of Woman (1905)

### Частные письма
Неопубликованные труды включают:
- Florence Dixie to William Gladstone, 11 August 1882 (British Library: Gladstone Papers 391, Add. MS. 44476, f. 127)[27]
- Florence Dixie to William Gladstone, 23 October 1883 (British Library: Gladstone Papers 391, Add. MS. 44483, f. 257)[27]
- Florence Dixie to William Gladstone, 21 May 1890 (British Library: Gladstone Papers 425, Add. MS. 44510, f. 34)[27]
- Florence Dixie to Mr Clodd, 3 July 1903 (University of Leeds: Brotherton Collection)[27]
- Переписка с лордом Кимберли (Бодлианская библиотека, Оксфорд)[12]
- Переписка с Чарльзом Дарвином, доступно через Darwin Correspondence Project website.

### О ней
- «Woman’s Mission» in Vanity Fair, 16 August 1884, pp 114–116[27]
- «Woman’s Mission» in Vanity Fair, 23 August 1884, pp 134–135[27]

## Потомки
Старший сын леди Флоренс Дикси, Джордж Дуглас Дикси (18 января 1876 — 25 декабря 1948) служил в Королевском флоте гардемарином и в 1895 году был назначен в Собственный Его Величества шотландский пограничный полк. 26 ноября 1914 года он был назначен временным капитаном 5-го батальона Собственного Его Величества шотландского пограничного полка. Он женился на Маргарет Линдси, дочери сэра Александра Джардина, 8-го баронета, и в 1924 году унаследовал титул своего отца и был известен как сэр Дуглас Дикси, 12-й баронет.
Когда он умер в 1948 году, сэру Дугласу наследовал его сын, сэр (Александр Арчибальд Дуглас) Вулстан Дикси, 13-й и последний баронет (8 января 1910 — 28 декабря 1975). 13-й баронет женился на Дороти Пенелопе Кинг-Киркман в 1950 году, которая стала его второй женой. У них было две дочери: 1) Элеонора Барбара Линдси; и 2) Кэролайн Мэри Джейн.